# Farsia
Farsia (àrab: الفرسية, al-Farsiyya) és una daira de la wilaya de Smara, a la RASD (Sàhara Occidental). El novembre del 1975 fou un dels indrets on foren destacats un total de 15.000 soldats marroquins en el marc del seu conflicte amb el Front Polisario.

## Ciutats agermanades
- Girona  Catalunya (1997)
- Bimenes  Astúries